# صيرورة العلامات
صيرورة العلامات (مشتقة من الكلمة اليونانية (باليونانية: σημείωσις)‏، sēmeíōsis، المشتقة بدورها من الفعل σημειῶ, sēmeiô، «يضع علامة») هي عبارة عن أي شكل من أشكال النشاط أو الإجراءات أو العمليات التي تتضمن علامات، بما في ذلك إنتاج المعنى. وباختصار - يقصد بصيرورة العلامات معالجة العلامات. وقدم هذا المصطلح تشارلز ساندرز بيرس (1839-1914) ليصف العملية التي تفسر العلامات بالإشارة إلى موضوعاتها، حيث وصف في نظريته علاقات العلامات أو السميوطيقات. وتكون العلامات ثلاثية ودورية، وفي بعض الأحيان، يتم تنفيذ نظريات أخرى عن عمليات العلامة تحت علم العلامات في تتابع لعمل فيرديناند دو ساسور (1857–1913).

## مقدمة عن النظرية
اهتم بيرس بشكل أساسي بالمنطق، بينما اهتم ساسور بشكل أساسي باللغويات التي تفحص وظائف وتراكيب اللغة. إلا أن كليهما أدرك أن هناك تمثيلاً دلاليًا أكثر من اللغة في المعنى الضيق للكلام والكتابة كلٍ على حدة، لذا طور كلاهما فكرة الرمز لربط اللغة بأنظمة العلامات الأخرى البشرية وغير البشرية. أما الآن، فهناك عدم موافقة على تأثير وسبب استخدامها، حيث تجادلت إحدى مدارس الفكر حول أن اللغة هي النموذج الأصلي السميوطيقي وتوضح دراستها القواعد التي يمكن تطبيقها على أنظمة العلامات الأخرى. وتتجادل المدرسة المقابلة في الرأي حول أن هناك نظام العلامة المتحولة (metasign system) وأن اللغة تعتبر ببساطة أحد الرموز العديدة المستخدمة في تواصل المعنى مشيرةً إلى الطريقة التي يتعلّم بها الأطفال من البشر حول بيئتهم قبل اكتسابهم من خلالها للغة اللفظية. قد يكون أيّ منهما صحيحًا، ويكون التعريف التمهيدي لصيرورة العلامات هو أي فعل أو تأثير لتواصل المعنى وذلك بتأسيس العلاقات بين العلامات التي سيتم تفسيرها من قبل الجمهور.

## المناقشة
إن العلامات هي عنصر الأداء الذين يتضمن إشارات. وعلى الرغم من قدرة الإنسان على ربط العديد من الأشياء دون قصد، إلا أن دائمًا ما يتحدث الأفراد أو يقومون بالكتابة لاستنباط نوع محدد من الاستجابة، ولكن هناك تفسير به شيء من الحقيقة حول كيفية إنتاج العلامات لتأثيراتها، والتي تعتبر غريبة بالنظر إلى كلمة «إشارة» المستخدمة بشكل يومي ويفهم معظم الناس ما تعنيه هذه الكلمة، ولكن لم يقدم علم العلامات تعريفات تقنية واضحة وليس هناك اتفاق حول كيفية وجوب تصنيف العلامات.
بينما تتحرك الحشرة أو الحيوان أو الإنسان أو ما خلاف ذلك من خلال بيئته (التي أحيانًا يُطلق عليها المصطلح بيئة/محيط)، تُجمّع كل الحواس البيانات المتاحة للعقل، ومع ذلك، لمنع الحمل الحسي الزائد، ستحصل البيانات البارزة على الانتباه بالكامل من العناصر الاستعرافية في العقل، ويشير ذلك إلى أنه يجب ضبط جزء من العملية وذلك عن طريق نموذج] للعالم الواقعي القادر على ترتيب عناصر البيانات فيما يتعلق بدلالتها واستخراج البيانات غير المتصلة بالبقاء. ولا يمكن أن تُستخدم العلامة حتى يستطيع العقل أو الجمهور تمييزها من الضوضاء الخلفية. وعند حدوث ذلك، حينئذٍ تُحدث العلامة نشاطًا استعرافيًا وذلك لتفسير البيانات المدخلة وتحويلها بذلك إلى معلومات ذات مغزى، ويوضح هذا أنه في بيئة العلامة (semiosphere)، تمر عملية صيرورة العلامات من خلال الدورة الآتية:
- سوف تعرف النباتات أو الحشرات أو الحيوانات ذوي الحاجة إلى التواصل (بمعنى، التعرف على الشيء الخاص بالطعام) ما يتطلب الأمر قولة وتقييم أفضل معاني قول ذلك (بمعنى، بدء سلوك البحث)؛
- بعد ذلك سيتم ترميز المعلومات وستؤثر المجموعات العضلية على التحويل - على الرغم من كونها متعمدة إلى حد ما عند الإنسان، وتكون الحركات الفعلية للجسم ذاتية لا إرادية، بمعنى أن، الفرد يكون غير واعٍ بحركة العضلات الفردية، إلا أنها تحقق النتيجة المطلوبة بفعل الإرادة (انظر أتش أل أيه آرت (H. L. A. Hart) في طبيعة الفعل)؛
- يقوم الجمهور بتصفية البيانات المحيطة ويدرك الرموز المنطوقة كمجموعة من العلامات؛
- بعد ذلك يقوم الجمهور بتفسير العلامات (أحيانًا يُطلق عليها مصطلح تفسير الرموز) لوصف معنى. ويتضمن ذلك مطابقة العلامات المستقبلة في مقابل الأنماط الموجودة ومعانيهم المحتفظ بها في الذاكرة (بمعنى، يتم تعلُّمها وفهمها من خلال الـ مجتمع)، ففي النباتات والحشرات والحيوانات، ستكون نتائج التفسير الناجح عبارة عن استجابة يمكن ملاحظتها للمثير المُدرك.

وفي علم الأحياء، سيعود كل من النحل الكشاف والنمل إلى بيته ليخبر الآخرون أين يمكن أن يجدوا الطعام، ويجب إعلان حقيقة الخصوبة للرفقاء المتوقعين من نفس الأنواع، ويجب تمرير وجود خطر ما كتحذير للأخرين في المجموعة. وقد يكون مثل هذا التحويل كيميائيًا أو سمعيًا أو مرئيًا أو لمسيًا سواء بشكل منفرد أو في مجموعة، وهناك مجال حديث للنشاط البحثي يُدعى الرموز الحيوية (biosemiotics)، وقد أدعى جوزفر هوفماير أن الـ معايش الجواني والمرجعية الذاتية وازدواجية الرمز وإتاحة المستقبلات والصنع الذاتي وأخريات هي الخصائص العامة لكافة أنظمة الحياة، كما يوضح توماس سيبوك أن هناك قائمة مشابهة من خصائص الحياة قد تطابق مع تعريف الرموز، بمعنى، أن الاختبار لمعرفة ما إذا كان شيء ما حيّ، هو اختبار تحديد إذا ما كان وكيفية توصيله للمعنى لنوع آخر منه، بمعنى، إذا ما كان رمزًا أم لا، وسُمي ذلك فرضية سيبوك.
وبالنسبة للبشر، فإن الرموز تعتبر وجهًا من أنظمة أوسع متضمنة في التفاعل الاجتماعي والتي بدورها يتم تبادل المعلومات، ومن الممكن أن ينتج عن ذلك أنواع محددة من الصدام الاجتماعي، إلا أنه يمكن أن تتقيد العملية في حد ذاتها عن طريق اتفاقيات اجتماعية مثل الممتلكات والخصوصية والكشف، ويعني ذلك أنه لا يوجد صدام اجتماعي قابل للاختزال لرموز فقط، وأنه يمكن فهم الرموز فقط بتحديدها وتوضيح كافة الظروف التي تجعل التحويل واستقبال العلامات ممكنًا وفعالاً. وعندما يتقابل فردان، ستُشكل الطرق التي يفكران بها والهويات المحددة التي يفترضونها والاستجابات الانفعالية التي يقومان بها ومعتقداتهم ودوافعهم الأهداف التي لديهم إطار الوضع بينما يطور بنحو حيوي واحتمالي اختبار صحة النتائج، وتعتبر كل تلك العناصر، إلى مدى كبير أو صغير، سميوطيقية بطبيعتها من حيث تطبيق الرموز السائد والقيم، وبالتبعية حيثما يوضع الخط بين الرموز والسميوطيقات سيكون هناك دائمًا أمور مجردة إلى حدٍ ما.